# Cachryx
Cachryx este un gen de șopârle din familia Iguanidae.

## Taxonomie
Până în prezent, au fost descrise doar două specii în acest gen, ambele fiind iguane cu coadă spinoasă.
- Prima specie este Cachryx alfredschmidti, care a fost identificată și denumită de Gunther Köhler în 1995, după ce a fost observată în Campeche.
- A doua specie este Cachryx defensor, descoperită și numită de Edward Drinker Cope în 1866, după ce a fost găsită în Yucatán.